# Heinersdorfer Mühle

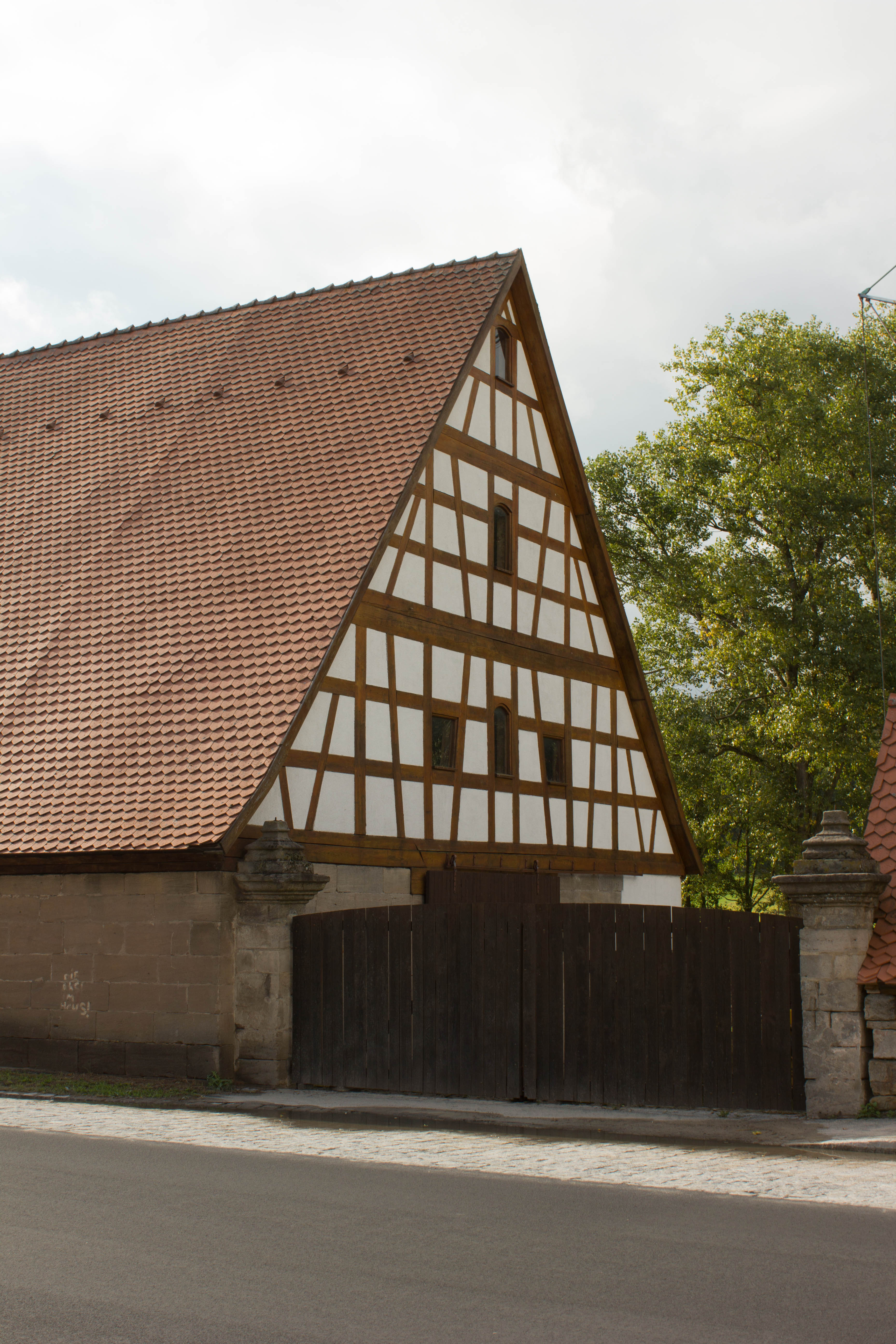
Stall

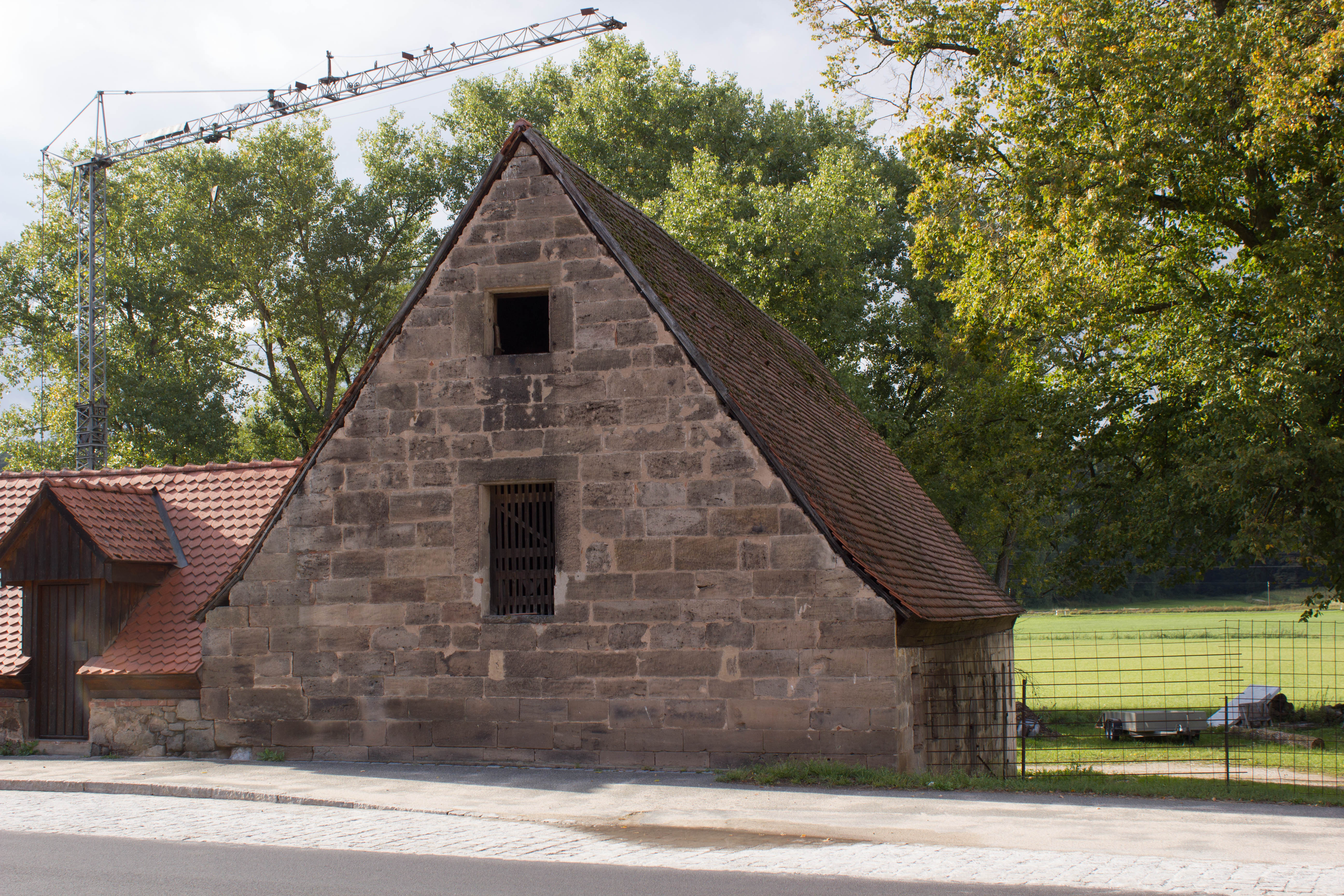
Scheune

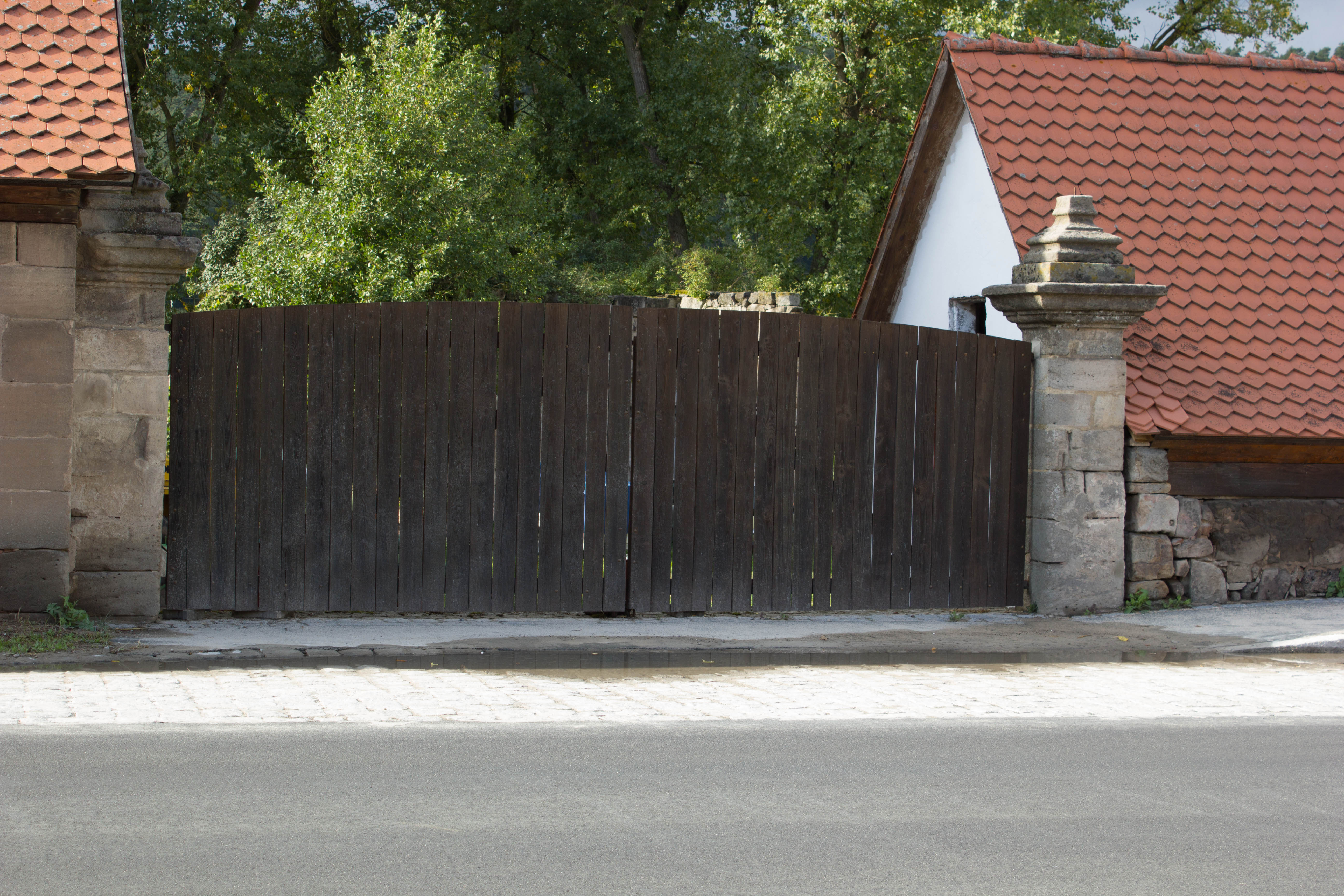
Hofeinfahrt

Heinersdorfer Mühle ist ein Wohnplatz der Stadt Langenzenn im Landkreis Fürth (Mittelfranken, Bayern).

## Geographie
Die Einöde liegt am rechten Ufer der Zenn. Sie ist heute als Haus Nr. 50 der Äußeren Windsheimer Straße (=Staatsstraße 2252) aufgegangen.

## Geschichte
Gegen Ende des 18. Jahrhunderts gehörte die Heinersdorfer Mühle zur Realgemeinde Heinersdorf. Die Mühle hatte das brandenburg-ansbachische Kastenamt Cadolzburg als Grundherrn. Unter der preußischen Verwaltung (1792–1806) des Fürstentums Ansbach erhielt die Heinersdorfer Mühle die Hausnummer 10 des Ortes Heinersdorf.
Von 1797 bis 1808 unterstand der Ort dem Justiz- und Kammeramt Cadolzburg. Im Rahmen des Gemeindeedikts wurde Heinersdorfer Mühle dem 1808 gebildeten Steuerdistrikt Laubendorf und der im selben Jahr gebildeten Ruralgemeinde Laubendorf zugeordnet.
Am 1. Juli 1972 wurde die Heinersdorfer Mühle im Zuge der Gebietsreform in Bayern nach Langenzenn eingegliedert.

### Baudenkmäler
- Mühle: zweigeschossiges Wohn- und Mühlengebäude, noch 17. Jahrhundert, verputzt, mit Walmdach, hofseitig fünf Obergeschossfenster, Obergeschoss und östlicher Halbwalmgiebel Fachwerk; ehemals bezeichnet „1691“. Stichbogentüre, Rückwärtig Radstatt: Quaderbau, an der rundbogigen Auslauföffnung bezeichnet „M A 1840“.[4]
- Äußere Windsheimer Str. 50: Stall, Scheune und Hofeinfahrt[5]

### Einwohnerentwicklung
| Jahr      | 001818 | 001840 | 001861 | 001871 | 001885 | 001900 | 001925 |
| Einwohner | *      | 6      | *      | 9      | 10     | 11     | 6      |
| Häuser    | *      | 1      |        |        | 1      | 1      | 1      |
| Quelle    | [ 7 ]  | [ 8 ]  | [ 9 ]  | [ 10 ] | [ 11 ] | [ 12 ] | [ 13 ] |

## Religion
Der Ort ist seit der Reformation evangelisch-lutherisch geprägt und bis heute in die Trinitatiskirche (Langenzenn) gepfarrt. Die Einwohner römisch-katholischer Konfession waren ursprünglich nach St. Michael (Wilhermsdorf) gepfarrt, heute ist die Pfarrei St. Marien (Langenzenn) zuständig.